# Audymetr
Audymetr (ang. audimeter) – urządzenie, które służy do pomiaru oglądalności stacji telewizyjnych przez wybraną grupę respondentów (gospodarstw domowych).
Audymetr umożliwia dokonanie analizy:
- wielkości audytorium telewizyjnego
- wybieranych stacji tv przez badanych widzów
- pór największej oglądalności programów telewizyjnych.

Analiza informacji przekazywanych przez audymetr umożliwia planowanie kampanii reklamowych, ocenę ich skuteczności oraz opracowywanie oferty cenowej spotów reklamowych przez nadawców telewizyjnych.